# Fasti Vindobonenses
Pour les articles homonymes, voir Fastes (homonymie).
Les Fasti vindobonenses (les Fastes viennois, en latin) sont des annales  de la fin de la République et de l'Empire romain, copiées dans le Vindobonensis, un codex du XIVe siècle conservé en Autriche à Vienne (en latin : Vindobona), qui lui-même dérive d’un manuscrit carolingien perdu depuis.
Les Fasti vindobonenses sont aussi connus sous le nom de Anonymus Cuspiniani (l'Anonyme de Cuspinien, en latin), à la suite de leur editio princeps préparée par Johannes Spießheimer (latinisé en Ioannes Cuspinianus et francisé en Jean Cuspinien) et parue en 1553.
Ils font partie des Consularia italica (en), la collection de fastes consulaires publiée en 1892, par Theodor Mommsen. 
Le Vindobonensis fournit deux versions différentes des Fasti, qui sont dénommées Fasti vindobonenses priores et Fasti vindobonenses posteriores. Le premier couvre les périodes 44 av J.-C.-403 et 455-493, le second les périodes 44 av. J.-C.-45, 77-378, 438-455 et 495-539. Ils furent probablement rédigés à l’époque lombarde.
Le Vindobonensis conserve aussi une version du Chronographe de 354. Les Fasti vindobonenses y sont présentés comme sa dernière section.